# Tuina maurella
Tuina maurella är en fjärilsart som beskrevs av Max Wilhelm Karl Draudt 1919. Tuina maurella ingår i släktet Tuina och familjen björnspinnare. Inga underarter finns listade i Catalogue of Life.